# Caner Ağca
Caner Ağca (* 28. Oktober 1984 in Izmir) ist ein türkischer Fußballspieler, der derzeit für  Sarıyer SK spielt.

## Karriere
Ağca begann in der Jugend von Bucaspor mit seiner Vereinskarriere und wurde 2002 in die Profimannschaft aufgenommen. Bei dem damaligen Drittligisten fand er schnell Zugang zur Mannschaft und absolvierte in seiner ersten Saison 18 Spiele. Zum Saisonende wurde er vom Ligakonkurrenten Bursa Merinosspor abgeworben. Hier etablierte er sich als einer der erfolgreichsten Spielmacher der Liga. Nach dreijähriger Tätigkeit verließ er diesen Verein und wechselte zu İnegölspor. Auch hier fand er schnell in die Startformation und war einer der Shootingstars der Liga. 
Zum Frühjahr 2008 wechselte er zum Zweitligisten Malatyaspor. Hier spielte er ein Jahr lang. Im Januar 2009 wechselte er in die höchste türkische Spielklasse zu Ankaraspor. Hier blieb er eine halbe Spielzeit und verließ den Verein.
Zur Saison 2009/10 wechselte er zum Zweitligisten Mersin İdman Yurdu und ging nach einem Jahr zu Boluspor.
Zum Saisonende verließ er Boluspor und wechselte zum Ligakonkurrenten Karşıyaka SK.
Im Sommer 2014 wechselte er zum Drittligisten  Yeni Malatyaspor. Mit diesem Verein erreichte er am 34. Spieltag der Saison 2014/15, dem letzten Spieltag der Saison, die Meisterschaft und damit den Aufstieg in die TFF 1. Lig. Nach diesem Erfolg wechselte er zur neuen Saison zum Istanbuler Drittligisten Sarıyer SK.

## Erfolge
Mit Yeni Malatyaspor
- Meister der TFF 2. Lig und Aufstieg in die TFF 1. Lig: 2014/15